# ゲッターズ飯田
ゲッターズ飯田（ゲッターズ いいだ、1975年4月4日 - ）は、日本の男性作家である。
静岡県磐田市出身。日本福祉大学卒業。B型。Gオフィス所属。
メディアに出演するときは、自分の占いで「顔は出さない方がいい」と赤いマスクを着けている。四児の父。
LINE公式アカウントの登録者数は130万人を超え、著書の累計発行部数も450万部を超える。『ゲッターズ飯田の金持ち風水』『ゲッターズ飯田の裏運気の超え方』『ゲッターズ飯田の「五星三心占い」決定版』『ゲッターズ飯田の運命の変え方』『開運レッスン』シリーズは各々10万部以上、『ゲッターズ飯田の五星三心占い 2019年版』は100万部以上、『ゲッターズ飯田の五星三心占い開運ダイアリー2021』は128万部を発行。
占いの弟子にぷりあでぃす玲奈、ごめさん、小泉ケーゾーがいる。

## 概要
これまで6万人を超える人を無償で占い続けて、「人からの紹介でなければ占わない」というスタンスが業界で話題になった。
20余年間占ってきた実績から、オリジナル占術 「五星三心占い」を編み出して“芸能界最強の占い師”としてテレビ、ラジオに出演するほか、雑誌やWebなどにも数多く登場する。
「五星三心占い」とは、姓名判断、四柱推命、星占い、手相、生年月日、心理学など複数の的中要素を組み合わせた占術。生年月日から6つの星の内のどれかを算出し、生まれた西暦年数が偶数の人は「金」、奇数の人は「銀」の2タイプを星と組み合わせ、計12のモチーフに分類される。
メディアに出演するときは、自分の占いで「顔は出さない方がいい」から赤いマスクを着けている。LINE公式アカウントの登録者数は130万人を超え、著書の累計発行部数も450万部を超えている(2019年9月現在)。著書に『ゲッターズ飯田の金持ち風水』『ゲッターズ飯田の裏運気の超え方』『ゲッターズ飯田の「五星三心占い」決定版』『ゲッターズ飯田の運命の変え方』『開運レッスン』があり、いずれも10万部以上、『ゲッターズ飯田の五星三心占い 2019年版』は100万部以上を発行する。
2020年9月に発売された『ゲッターズ飯田の五星三心占い開運ダイアリー2021』は売上128万部を突破。3週連続ベストセラーランキング1位から10位を独占する快挙を記録。
著者累計は、１１００万部を突破している

## 略歴
- 名古屋吉本4期生[7]。
- 1999年に津村英世とお笑いコンビ・トノサマガエルアマガエルを結成。その後、ケミカルコミカル、ゲッターズに改名。芸人時代から、占いを独学。データを蓄積していくうちに、独自の統計学を編みだした。2005年4月に解散。当時は本名の飯田延孝（いいだ のぶたか）として活動していた[8]。
- コンビ解散後は占い師の活動を開始。事務所がＧオフィスとなり、メディア露出は主にラジオとインターネットテレビで、占い師としてのゲスト出演多数。
- テレビ出演の際はハンチング帽をかぶり、目元を隠すような赤い覆面マスクを着用し、その上からメガネをかけ、スーツ姿で出演している。
- 芸人としての活動歴から、関東を基盤とするお笑い芸人のラジオ番組に呼ばれることが多い。初めてテレビで占いを披露したのは、千葉テレビ『白黒アンジャッシュ』である[9]。
- 本人主催のイベント『占い合コン』『占い仮面舞踏会』は雑誌に多数取り上げられ毎回200人以上の応募があり、婚活中の男女に人気がある。リピーターも多い。
- 占いに関するインターネットコンテンツやコラムも数多く担当し、公式携帯占いサイト「ゲッターズ飯田流」（旧名称：LOVEハッピー宣言 2009年8月 - ）や、公式携帯サイト「恋人は占い師」（2009年12月 - ）、「ゲッターズ飯田の占い」、「ゲッターズ飯田の占いコラム」、mixiアプリ「さぁどっち?」（2010年 - ）の監修を行っている。
- 2011年12月24日にエステ関係の一般女性と入籍。現在は四児の父親[10]。
- 2018年からはYouTubeでの動画配信活動も開始する。

## 出演番組
現在の出演番組
- 突然ですが占ってもいいですか？（フジテレビ)[11]

過去の出演番組
- ゲッターズ飯田の話したくなる占い（ニッポン放送、2013年10月）
- ゲッターズ飯田流（TOKYO FM、2013年10月 - ）
- ピンクス（静岡朝日テレビ）
- 学生才能発掘バラエティ 学生HEROES!（テレビ朝日）
- AKBINGO!（日本テレビ、2014年1月7日 - ）初出演後は毎年1月に出演
- バルコスTVショッピング（2015年、2016年）ゲッターズ飯田のオールナイトニッポンR（ニッポン放送、2005年10月）
- 占え寿々人十色（あっ!とおどろく放送局、- 2008年9月）
- 開運!番占図書館（テレビ東京、占い監修）
- プロモ惑星運気予報（テレビ東京、占い監修）
- エンタメ120星運TV（あっ!とおどろく放送局、2008年11月 - ）
- ONCE（TOKYO FM、2009年10月 - 2010年3月）
- Blue Ocean（TOKYO FM、2010年4月 - 2012年）
- 笑っていいとも!（フジテレビ、2012年1月 - 2014年3月）月曜日オープニングコーナーレギュラー、テレフォンショッキングのゲストの手相占いなど 後に構成作家としても参加
- バイキング （フジテレビ、2014年10月30日 - 2015年3月19日・8月6日）
  - 2014年10月30日から2015年3月19日までは木曜日コーナーレギュラー
  - 2015年8月6日はゲスト出演
- ゲッターズ飯田の運気アップ×2ツアー 〜2016年も良い年に!SP〜（2015年12月28日、東海テレビ）
- 芝浦音楽倉庫〜SHIBAURA MUSIC SHED〜（文化放送、2019年10月 - 2020年9月）[12]
- ゲッターズ飯田 ラジオで占いまSHOW（ニッポン放送、2020年10月 - 2021年3月 ）

## 著書
- モンスターハンター モンスター占い（カプコン、2009年8月1日）　ISBN 978-4862332325
- モンスターハンター モンスター占い 2010年度版（カプコン、2010年3月1日）　ISBN 978-4862332530
- モンスターハンター モンスター占い 2011年度版（カプコン、2011年4月1日）　ISBN 978-4862332943
- ボーダーを着る女は95%モテない!（マガジンハウス、2011年9月28日）　ISBN 978-4838723065
- チョココロネが好きな女は、95%エロい!（マガジンハウス、2012年7月26日）　ISBN 978-4838724475
- 「占いはいいことだけ信じる」女は浮気される（主婦と生活社、2012年9月28日）　ISBN 978-4391142525
- モテる人はダイエットをしない。（角川マガジンズ、2012年11月22日）　ISBN 978-4048954631
- モンスターハンター モンスター占い〈2013年版〉(カプコン、2012年12月1日）　ISBN 978-4862333834
- ゲッターズ飯田のあなたのこたえ合わせ占い 60の人間性ニックネーム（ワニブックス、2013年2月4日）　ISBN 978-4847091339
- ゲッターズ飯田のいろんなマンガを勝手に占ってみました。（蒼竜社、2013年4月20日） ISBN 978-4883864157
- おしゃべりな女は話を聞かない男にハマる! (青春出版社、2013年6月25日）　ISBN 978-4413019934
- ゲッターズ飯田の開運ブック（講談社、2014年1月23日）　ISBN 978-4062187398
- ゲッターズ飯田の運命の変え方（ポプラ社、2014年10月23日）　ISBN 978-4591137024
- お金・結婚・出世を叶える法則 ゲッターズ飯田の開運ブック（講談社、2014年12月13日）　ISBN 978-4062191517
- ゲッターズ飯田の金持ち風水(朝日新聞出版、2014年12月19日）　ISBN 978-4022512413
- ゲッターズ飯田の運命を変える言葉（ポプラ社、2015年4月8日）　ISBN 978-4591144862
- 【日めくり】ゲッターズ飯田の運めくりカレンダー（朝日新聞出版、2015年9月18日）　ISBN 978-4022513014
- ゲッターズ飯田の五星三心占い 開運ブック 2016年度版 金のイルカ・銀のイルカ（講談社、2015年9月27日）　ISBN 978-4062197328
- ゲッターズ飯田の五星三心占い 開運ブック 2016年度版 金のカメレオン・銀のカメレオン（講談社、2015年9月27日）　ISBN 978-4062197311
- ゲッターズ飯田の五星三心占い 開運ブック 2016年度版 金の鳳凰・銀の鳳凰（講談社、2015年9月27日）　ISBN 978-4062197298
- ゲッターズ飯田の五星三心占い 開運ブック 2016年度版 金の羅針盤・銀の羅針盤（講談社、2015年9月27日）　ISBN 978-4062197274
- ゲッターズ飯田の五星三心占い 開運ブック 2016年度版 金の時計・銀の時計（講談社、2015年9月27日）　ISBN 978-4062197304
- ゲッターズ飯田の運の鍛え方(朝日新聞出版、2015年11月20日）　ISBN 978-4022513281
- 決定版!ゲッターズ飯田のボーダーを着る女は、95%モテない!人気No.1占い師が見抜いた行動と性格の法則224（マガジンハウス、2016年2月29日）　ISBN 978-4838728336
- 金のカメレオン・銀のカメレオン 開運ブック 2017年度版 ゲッターズ飯田の五星三心占い（講談社、2016年9月17日）　ISBN 978-4062202282
- 金の時計・銀の時計 開運ブック 2017年度版 ゲッターズ飯田の五星三心占い（講談社、2016年9月17日）　ISBN 978-4062202299
- 金のイルカ・銀のイルカ 開運ブック 2017年度版 ゲッターズ飯田の五星三心占い（講談社、2016年9月17日）　ISBN 978-4062202329
- 金の鳳凰・銀の鳳凰 開運ブック 2017年度版 ゲッターズ飯田の五星三心占い（講談社、2016年9月17日）　ISBN 978-4062202336
- 金の羅針盤・銀の羅針盤 開運ブック 2017年度版 ゲッターズ飯田の五星三心占い（講談社、2016年9月17日）　ISBN 978-4062202312
- 金の羅針盤・銀の羅針盤 開運ブック 2017年度版 ゲッターズ飯田の五星三心占い 改訂版（講談社、2016年10月18日）　ISBN 978-4062203814
- ゲッターズ飯田の 縁のつかみ方(朝日新聞出版、2016年11月18日）　ISBN 978-4022514325
- 開運レッスン (カリスマの言葉シリーズ)セブン＆アイ出版、2016年12月1日）　ISBN 978-4860087111
- ゲッターズ飯田の運命を変える言葉 (ポプラ文庫、2017年4月6日）　ISBN 978-4591154373
- ゲッターズ飯田の五星三心占い2018年版 金/銀の インディアン（セブン＆アイ出版、2017年9月28日）　ISBN 978-4860087425
- ゲッターズ飯田の五星三心占い2018年版 金/銀の 時計（セブン＆アイ出版、2017年9月28日）　ISBN 978-4860087449
- ゲッターズ飯田の五星三心占い2018年版 金/銀の カメレオン（セブン＆アイ出版、2017年9月28日）　ISBN 978-4860087456
- ゲッターズ飯田の五星三心占い2018年版 金/銀の 羅針盤（セブン＆アイ出版、2017年9月28日）　ISBN 978-4860087418
- ゲッターズ飯田の五星三心占い2018年版 金/銀の 鳳凰（セブン＆アイ出版、2017年9月28日）　ISBN 978-4860087432
- ゲッターズ飯田の五星三心占い2018年版 金/銀の イルカ（セブン＆アイ出版、2017年9月28日）　ISBN 978-4860087463
- ゲッターズ飯田の 裏運気の超え方 (朝日新聞出版、2017年11月20日）　ISBN 978-4022515001
- ゲッターズ飯田の五星三心占い2019年版 金/銀の鳳凰（セブン＆アイ出版、2018年9月10日）　ISBN 978-4860087784
- ゲッターズ飯田の五星三心占い2019年版 金/銀の時計（セブン＆アイ出版、2018年9月10日）　ISBN 978-4860087791
- ゲッターズ飯田の五星三心占い2019年版 金/銀のインディアン（セブン＆アイ出版、2018年9月10日）　ISBN 978-4860087777
- ゲッターズ飯田の五星三心占い2019年版 金/銀の羅針盤（セブン＆アイ出版、2018年9月10日）　ISBN 978-4860087760
- ゲッターズ飯田の五星三心占い2019年版 金/銀のイルカ（セブン＆アイ出版、2018年9月10日）　ISBN 978-4860087814
- ゲッターズ飯田の五星三心占い2019年版 金/銀のカメレオン（セブン＆アイ出版、2018年9月10日）　ISBN 978-4860087807
- ゲッターズ飯田の「五星三心占い」開運ダイアリー2019 金のインディアン/銀のインディアン（幻冬舎、2018年10月16日）　ISBN 978-4344033528
- ゲッターズ飯田の「五星三心占い」開運ダイアリー2019 金の時計/銀の時計（幻冬舎、2018年10月16日）　ISBN 978-4344033542
- ゲッターズ飯田の「五星三心占い」開運ダイアリー2019 金の羅針盤/銀の羅針盤（幻冬舎、2018年10月16日）　ISBN 978-4344033511
- ゲッターズ飯田の「五星三心占い」開運ダイアリー2019 金の鳳凰/銀の鳳凰（幻冬舎、2018年10月16日）　ISBN 978-4344033535
- ゲッターズ飯田の「五星三心占い」開運ダイアリー2019 金のカメレオン/銀のカメレオン（幻冬舎、2018年10月16日）　ISBN 978-4344033559
- ゲッターズ飯田の「五星三心占い」開運ダイアリー2019 金のイルカ/銀のイルカ（幻冬舎、2018年10月16日）　ISBN 978-4344033566
- ゲッターズ飯田の『五星三心占い』決定版（朝日新聞出版、2018年11月19日）　ISBN 978-4022515780
- 朝と夜に読む開運レッスン〈3〉 (カリスマの言葉シリーズ) （セブン＆アイ出版、2019年1月1日）　ISBN 978-4860087968
- ゲッターズ飯田の五星三心占い2020年版 金/銀の鳳凰座（セブン＆アイ出版、2019年9月6日）　ISBN 978-4860088095
- ゲッターズ飯田の五星三心占い2020年版 金/銀のカメレオン座（セブン＆アイ出版、2019年9月6日）　ISBN 978-4860088118
- ゲッターズ飯田の五星三心占い2020年版 金/銀の羅針盤座（セブン＆アイ出版、2019年9月6日）　ISBN 978-4860088071
- ゲッターズ飯田の五星三心占い2020年版 金/銀の時計座（セブン＆アイ出版、2019年9月6日）　ISBN 978-4860088101
- ゲッターズ飯田の五星三心占い2020年版 金/銀のイルカ座（セブン＆アイ出版、2019年9月6日）　ISBN 978-4860088125
- ゲッターズ飯田の五星三心占い2020年版 金/銀のインディアン座（セブン＆アイ出版、2019年9月6日）　ISBN 978-4860088088
- 【日めくり】ゲッターズ飯田のもっと運めくりカレンダー（朝日新聞出版、2019年9月18日）　ISBN 978-4022516398
- ゲッターズ飯田の運命の人の増やし方 (朝日新聞出版、2019年12月5日）　ISBN 978-4022516497
- 幸せを届ける開運Letter (カリスマの言葉シリーズ)（セブン＆アイ出版、2020年1月1日）　ISBN 978-4860088255
- ゲッターズ飯田の五星三心占い2021 金のイルカ座（朝日新聞出版、2020年9月7日）　ISBN 978-4022517111
- ゲッターズ飯田の五星三心占い2021 金の鳳凰座（朝日新聞出版、2020年9月7日） ISBN 978-4022517050
- ゲッターズ飯田の五星三心占い2021 金の時計座（朝日新聞出版、2020年9月7日）　ISBN 978-4022517074
- ゲッターズ飯田の五星三心占い2021 金の羅針盤座（朝日新聞出版、2020年9月7日）　ISBN 978-4022517012
- ゲッターズ飯田の五星三心占い2021 金のカメレオン座（朝日新聞出版、2020年9月7日）　ISBN 978-4022517098
- ゲッターズ飯田の五星三心占い2021 金のインディアン座（朝日新聞出版、2020年9月7日）　ISBN 978-4022517036
- ゲッターズ飯田の五星三心占い2021 銀のイルカ座（朝日新聞出版、2020年9月7日）　ISBN 978-4022517128
- ゲッターズ飯田の五星三心占い2021 銀のインディアン座（朝日新聞出版、2020年9月7日）　ISBN 978-4022517043
- ゲッターズ飯田の五星三心占い2021 銀の鳳凰座 (朝日新聞出版、2020年9月7日）　ISBN 978-4022517067
- ゲッターズ飯田の五星三心占い2021 銀のカメレオン座 (朝日新聞出版、2020年9月7日）　ISBN 978-4022517104
- ゲッターズ飯田の五星三心占い2021 銀の羅針盤座（朝日新聞出版、2020年9月7日）　ISBN 978-4022517029
- ゲッターズ飯田の五星三心占い開運ダイアリー2021 金の羅針盤座（幻冬舎、2020年9月7日）　ISBN 978-4344036543
- ゲッターズ飯田の五星三心占い開運ダイアリー2021 金の時計座（幻冬舎、2020年9月7日）　ISBN 978-4344036604
- ゲッターズ飯田の五星三心占い開運ダイアリー2021 金の鳳凰座（幻冬舎、2020年9月7日）　ISBN 978-4344036581
- ゲッターズ飯田の五星三心占い開運ダイアリー2021 金のイルカ座（幻冬舎、2020年9月7日）　ISBN 978-4344036642
- ゲッターズ飯田の五星三心占い開運ダイアリー2021 金のインディアン座（幻冬舎、2020年9月7日）　ISBN 978-4344036567
- ゲッターズ飯田の五星三心占い開運ダイアリー2021 銀の鳳凰座（幻冬舎、2020年9月7日）　ISBN 978-4344036598
- ゲッターズ飯田の五星三心占い開運ダイアリー2021 銀のカメレオン座（幻冬舎、2020年9月7日） ISBN 978-4344036635
- ゲッターズ飯田の五星三心占い開運ダイアリー2021 銀の羅針盤座（幻冬舎、2020年9月7日）　ISBN 978-4344036550
- ゲッターズ飯田の五星三心占い開運ダイアリー2021 銀のインディアン座（幻冬舎、2020年9月7日）　ISBN 978-4344036574
- ゲッターズ飯田の五星三心占い開運ダイアリー2021 銀のイルカ座（幻冬舎、2020年9月7日）　ISBN 978-4344036659
- ゲッターズ飯田の五星三心占い開運ダイアリー2021 銀の時計座（幻冬舎、2020年9月7日）　ISBN 978-4344036611

監修
- 仮面ライダー占い（主婦と生活社、2013年12月13日）　ISBN 978-4391144543

解説
- フレネミーと賢くつき合う33の法則（コスミック出版、2012年4月1日）　ISBN 978-4774790848